# Coupe du monde féminine de football des moins de 19 ans 2004
Navigation
Édition précédente Édition suivante
La Coupe du monde féminine de football des moins de 19 ans 2004 se déroule en Thaïlande du 10 au 27 novembre 2004. Douze sélections y participent, représentant les six confédérations. L'Allemagne remporte cette deuxième édition.

## Sites
| Bangkok                            | Bangkok                              | Chiang Mai                                  | Phuket                         |
| ---------------------------------- | ------------------------------------ | ------------------------------------------- | ------------------------------ |
| Stade Rajamangala Capacité: 65 000 | Stade Suphachalasai Capacité: 35 000 | Stade du 700e anniversaire Capacité: 25 000 | Stade Surakul Capacité: 15 000 |
|                                    |                                      |                                             |                                |

## Équipes qualifiées
| Europe (UEFA) 4 places                  | Amérique du Sud (CONMEBOL) 1 place                         | Afrique (CAF) 1 place                     |
| --------------------------------------- | ---------------------------------------------------------- | ----------------------------------------- |
| - Allemagne - Espagne - Italie - Russie | - Brésil                                                   | - Nigeria                                 |
| Océanie (OFC) 1 place                   | Amérique du Nord, Centrale et Caraïbes (CONCACAF) 2 places | Asie (AFC) 3 places dont une au pays hôte |
| - Australie                             | - Canada - États-Unis                                      | - Chine - Corée du Sud - Thaïlande        |

## Résultats

### Premier tour

#### Groupe A
|   | Équipe    | Pts | J | G | N | P | BP | BC | Diff |
| - | --------- | --- | - | - | - | - | -- | -- | ---- |
| 1 | Allemagne | 7   | 3 | 2 | 1 | 0 | 13 | 3  | +10  |
| 2 | Canada    | 7   | 3 | 2 | 1 | 0 | 12 | 4  | +8   |
| 3 | Australie | 3   | 3 | 1 | 0 | 2 | 6  | 6  | 0    |
| 4 | Thaïlande | 0   | 3 | 0 | 0 | 3 | 0  | 18 | -18  |

| 10 novembre | Thaïlande | 0 - 6 | Allemagne |
| 10 novembre | Australie | 1 - 2 | Canada    |
| 13 novembre | Allemagne | 4 - 0 | Australie |
| 13 novembre | Canada    | 7 - 0 | Thaïlande |
| 16 novembre | Allemagne | 3 - 3 | Canada    |
| 16 novembre | Australie | 5 - 0 | Thaïlande |

#### Groupe B
|   | Équipe  | Pts | J | G | N | P | BP | BC | Diff |
| - | ------- | --- | - | - | - | - | -- | -- | ---- |
| 1 | Brésil  | 6   | 3 | 2 | 0 | 1 | 6  | 5  | +1   |
| 2 | Chine   | 6   | 3 | 2 | 0 | 1 | 4  | 3  | +1   |
| 3 | Nigeria | 4   | 3 | 1 | 1 | 1 | 4  | 4  | 0    |
| 4 | Italie  | 1   | 3 | 0 | 1 | 2 | 3  | 5  | -2   |

| 10 novembre | Nigeria | 0 - 1 | Chine   |
| 10 novembre | Italie  | 1 - 2 | Brésil  |
| 13 novembre | Chine   | 2 - 1 | Italie  |
| 13 novembre | Brésil  | 2 - 3 | Nigeria |
| 16 novembre | Chine   | 1 - 2 | Brésil  |
| 16 novembre | Italie  | 1 - 1 | Nigeria |

#### Groupe C
|   | Équipe       | Pts | J | G | N | P | BP | BC | Diff |
| - | ------------ | --- | - | - | - | - | -- | -- | ---- |
| 1 | États-Unis   | 9   | 3 | 3 | 0 | 0 | 8  | 1  | +7   |
| 2 | Russie       | 3   | 3 | 1 | 0 | 2 | 5  | 7  | -2   |
| 3 | Corée du Sud | 3   | 3 | 1 | 0 | 2 | 3  | 5  | -2   |
| 4 | Espagne      | 3   | 3 | 1 | 0 | 2 | 3  | 6  | -3   |

| 10 novembre | Corée du Sud | 0 - 3 | États-Unis   |
| 10 novembre | Russie       | 4 - 1 | Espagne      |
| 14 novembre | États-Unis   | 4 - 1 | Russie       |
| 14 novembre | Espagne      | 2 - 1 | Corée du Sud |
| 18 novembre | États-Unis   | 1 - 0 | Espagne      |
| 18 novembre | Russie       | 0 - 2 | Corée du Sud |

Les deux premiers de chaque groupe sont qualifiés pour les quarts de finale, ainsi que les deux meilleurs troisièmes ( Nigeria et  Australie).

### Tableau final
|  | Quarts de finale         | Quarts de finale         |                       |                       | Demi-finales           | Demi-finales           |   |  | Finale                | Finale                |
|  | Quarts de finale         | Quarts de finale         |                       |                       | Demi-finales           | Demi-finales           |   |  | Finale                | Finale                |
|  |                          |                          |                       |                       |                        |                        |   |  |                       |                       |
|  | 21 novembre - Chiang Mai | 21 novembre - Chiang Mai |                       |                       | 24 novembre - Bangkok  | 24 novembre - Bangkok  |   |  | 27 novembre - Bangkok | 27 novembre - Bangkok |
|  | 21 novembre - Chiang Mai | 21 novembre - Chiang Mai |                       |                       | 24 novembre - Bangkok  | 24 novembre - Bangkok  |   |  | 27 novembre - Bangkok | 27 novembre - Bangkok |
|  | Allemagne                | 1ap (5)                  |                       |                       | 24 novembre - Bangkok  | 24 novembre - Bangkok  |   |  | 27 novembre - Bangkok | 27 novembre - Bangkok |
|  | Allemagne                | 1ap (5)                  |                       |                       | 24 novembre - Bangkok  | 24 novembre - Bangkok  |   |  | 27 novembre - Bangkok | 27 novembre - Bangkok |
|  | Nigeria                  | 1 tab(4)                 |                       |                       | 24 novembre - Bangkok  | 24 novembre - Bangkok  |   |  | 27 novembre - Bangkok | 27 novembre - Bangkok |
|  | Nigeria                  | 1 tab(4)                 | Allemagne             | 3                     |                        |                        |   |  | 27 novembre - Bangkok | 27 novembre - Bangkok |
|  | 21 novembre - Chiang Mai |                          | Allemagne             | 3                     |                        |                        |   |  | 27 novembre - Bangkok | 27 novembre - Bangkok |
|  |                          | États-Unis               | 1                     |                       |                        |                        |   |  | 27 novembre - Bangkok | 27 novembre - Bangkok |
|  | États-Unis               | États-Unis               | 1                     | 2                     |                        |                        |   |  | 27 novembre - Bangkok | 27 novembre - Bangkok |
|  | États-Unis               |                          |                       | 2                     |                        |                        |   |  | 27 novembre - Bangkok | 27 novembre - Bangkok |
|  | Australie                | 0                        |                       |                       |                        |                        |   |  | 27 novembre - Bangkok | 27 novembre - Bangkok |
|  | Australie                | 0                        | Allemagne             | 2                     |                        |                        |   |  |                       |                       |
|  | 21 novembre - Bangkok    |                          | Allemagne             | 2                     |                        |                        |   |  |                       |                       |
|  |                          | Chine                    | 0                     |                       |                        |                        |   |  |                       |                       |
|  | Brésil                   | Chine                    | 0                     | 4 ap                  |                        |                        |   |  |                       |                       |
|  | Brésil                   | 24 novembre - Bangkok    |                       | 4 ap                  |                        |                        |   |  |                       |                       |
|  | Russie                   | 2                        |                       |                       |                        |                        |   |  |                       |                       |
|  | Russie                   | 2                        | Brésil                | 0                     |                        |                        |   |  |                       |                       |
|  | 21 novembre - Bangkok    | 21 novembre - Bangkok    | Brésil                | 0                     | Match pour la 3e place | Match pour la 3e place |   |  |                       |                       |
|  | 21 novembre - Bangkok    | 21 novembre - Bangkok    |                       | Chine                 | Match pour la 3e place | Match pour la 3e place | 2 |  |                       |                       |
|  | Canada                   | 1                        | 27 novembre - Bangkok | 27 novembre - Bangkok |                        |                        | 2 |  |                       |                       |
|  | Canada                   | 1                        | 27 novembre - Bangkok | 27 novembre - Bangkok |                        |                        |   |  |                       |                       |
|  | Chine                    | 3                        |                       | États-Unis            | 3                      |                        |   |  |                       |                       |
|  | Chine                    | 3                        |                       | États-Unis            | 3                      |                        |   |  |                       |                       |
|  |                          |                          |                       |                       |                        |                        |   |  | Brésil                | 0                     |
|  |                          |                          |                       |                       |                        |                        |   |  | Brésil                | 0                     |